# Jerzy Bolesławski
Jerzy Stanisław Bolesławski (ur. 25 lutego 1940 w Przemyślu) – polski działacz samorządowy i PZPR, w latach 1986–1990 prezydent miasta stołecznego Warszawy, ostatni prezydent Warszawy okresu PRL.

## Życiorys
Absolwent Politechniki Warszawskiej. W latach 1965–1971 mistrz i kierownik oddziału w Hucie Warszawa. Był działaczem organizacji młodzieżowych, m.in. Związku Młodzieży Socjalistycznej (1961-1971), a następnie od 1966 PZPR. Był zastępcą kierownika (1972-1974) oraz kierownikiem (1974-1975) Wydziału Propagandy Komitetu Warszawskiego PZPR, od 1975 wchodził w skład egzekutywy Komitetu Warszawskiego PZPR. Od roku 1975 do 1979 przewodniczył Radzie Warszawskiej Federacji Socjalistycznej Związku Młodzieży Polskiej i Zarządowi Wojewódzkiemu Związku Socjalistycznej Młodzieży Polskiej. W okresie 1979–1980 był pierwszym sekretarzem Komitetu Dzielnicowego PZPR Warszawa Śródmieście, a następnie sekretarzem Komitetu Warszawskiego PZPR. Od 1980 był przewodniczącym Zarządu Stołecznego, a w 1983 wszedł w skład Zarządu Głównego Towarzystwa Przyjaźni Polsko-Radzieckiej. Od 1980 był przewodniczącym Stołecznego Komitetu Ochotniczej Rezerwy Milicji Obywatelskiej. W latach 1976–1980 radny Rady Narodowej miasta stołecznego Warszawy. W lipcu 1984 był członkiem Społecznego Komitetu Obchodów 40-lecia Polski Ludowej w Warszawie.
Od 1 sierpnia 1986 do 30 stycznia 1990 był prezydentem Warszawy. W latach 1986–1990 był członkiem Centralnej Komisji Kontrolno-Rewizyjnej PZPR.

## Działalność jako prezydent Warszawy
Polityka zagraniczna i partnerstwa
Choć działania dyplomatyczne i polityka zagraniczna nie leżały w gestii prezydentów Warszawy w czasach PRL, Jerzy Bolesławski był bardzo aktywny w tym zakresie. W 1987 za kadencji Jerzego Bolesławskiego Warszawa otrzymała od Organizacji Narodów Zjednoczonych „Medal Międzynarodowego Roku Pokoju”. Było to następstwo inicjatywy z 1986 roku, gdy przyjęty został przez władze miejskie tzw. „Apel Pokoju”. Został on oficjalnym dokumentem ONZ.
W 1989 roku za prezydentury Jerzego Bolesławskiego podpisane zostały z kolei pierwsze cztery umowy partnerskie Warszawy. Pierwszą z nich podpisano dnia 24 września 1989 roku z Toronto, kolejną z niemieckim Düsseldorfem 27 września 1989 roku, następną 22 października z japońskim Hamamatsu, zaś czwartą 22 listopada z francuskim regionem Île de France, stanowiącym, w sensie urbanistycznym, „Wielki Paryż”. Było to pokłosie wcześniejszych ustaleń i działań. Rok wcześniej, bo w 1988 r. Bolesławski odwiedził m.in. Düsseldorf, gdzie otworzył wystawę poświęconą Warszawie oraz toczył rozmowy o współpracy kulturalnej i infrastrukturalnej. W tym samym roku prowadził również rozmowy z przedstawicielami Hagi.
W trakcie swojej prezydentury Jerzy Bolesławski prowadził również negocjacje z przedstawicielami Ministerstwa Budownictwa Mieszkaniowego i Planowania Przestrzennego Szwecji, w celu pozyskania nowych partnerów do budowy, innowacyjnych w owym czasie, zakładów utylizacji odpadów. Według historyków Warszawa nie wykazała później takiej dynamiki zawierania umów partnerskich.
Decyzje infrastrukturalne Jerzego Bolesławskiego
- Podjęcie decyzji o rozpoczęciu budowy nowego odcinka Trasy Łazienkowskiej – od pomnika Lotnika do Al. Jerozolimskich. Budowa była odpowiedzią na społeczne potrzeby ówczesnych mieszkańców Warszawy.
- Za kadencji prezydenta Bolesławskiego podjęto decyzje o rozbudowie lotniska Okęcie o tzw. Okęcie II[6].
- Warszawa w latach 80. XX wieku borykała się z poważnym kryzysem infrastrukturalnym i brakiem odpowiednich inwestycji w zakresie zagospodarowania przestrzennego. Jerzy Bolesławski częściowo próbował zmitygować ten problem, poprzez realną aktywizację społeczną. W 1987 r. otworzył Bank Inicjatyw Społecznych, w celu promocji lokalnych inwestycji w zakresie remontów kamienic, ulic czy nasadzenia zieleni[7].
- Podjęcie decyzji w sprawie budowy pomnika Bohaterów Powstania Warszawskiego, według projektu Wincentego Kućmy i Jacka Budyna. Monument został odsłonięty 1 sierpnia 1989 przez prezydenta Wojciecha Jaruzelskiego i poświęcony przez prymasa Józefa Glempa[8].